# Guido (biskup Tivoli)
Guido (zm. po 14 kwietnia 1139) – kardynał biskup Tivoli od ok. 1125 roku.
Pochodził z Pizy, gdzie był archidiakonem miejscowej kapituły katedralnej. Za pontyfikatu Kaliksta II (1119-24) przeszedł do pracy w kurii papieskiej. W kilku dokumentach z 1123 roku występuje jako kamerling kurii. Prawdopodobnie na początku 1125 Honoriusz II mianował go kardynałem i biskupem Tivoli. Podpisywał bulle papieskie między 7 marca 1125 a 14 kwietnia 1139. W okresie schizmy antypapieża Anakleta II (1130-38) udzielał poparcia Innocentemu II. Uczestniczył w Soborze Laterańskim II w kwietniu 1139. Jego losy po jego zakończeniu nie są znane. Nie występuje już więcej jako świadek na bullach papieskich, jednak jego następca jest znany dopiero od 1148 roku.